# Dasyllis rufa
Dasyllis rufa là một loài ruồi trong họ Asilidae. Dasyllis rufa được Bromley miêu tả năm 1931.